# Olaf Gulbransson
Olaf Leonhard Gulbransson, né le 26 mai 1873 à Christiania, en Norvège, et mort le 18 septembre 1958 à Tegernsee, en Bavière, est un peintre, dessinateur, graphiste et caricaturiste norvégien. Il est spécialement connu pour ses collaborations à l'hebdomadaire satirique allemand Simplicissimus.

## Parcours
À partir de 1890, Olaf Gulbransson travaille pour de nombreux magazines norvégiens. En 1900, il étudie à l'Académie Colarossi à Paris. Il est de retour à Oslo en 1901 et y publie un premier album remarqué. En 1902, il déménage en Allemagne pour travailler pour la revue satirique Simplicissimus à Munich, dont l'éditeur, Albert Langen, était, via son beau-père l'écrivain Bjørnstjerne Bjørnson, à la recherche de talents norvégiens. Langen Verlag publie plusieurs livres illustrés par Olaf avant 1914.
Pendant et après la Première Guerre mondiale, il n'hésite pas à se moquer des recherches plastiques les plus récentes, le cubisme et le futurisme, dans un pays, l'Allemagne marqué par la défaite et les désillusions.
En 1929, il devient professeur à l'Académie d'art de Munich. En 1933, l'académie d'Art de Berlin organise une exposition spéciale pour célébrer le 60e anniversaire de Gulbransson, mais cette exposition est fermée par le parti nazi au bout de deux jours.
Les éditeurs de Simplicissimus, Franz Schoenberner et Thomas Theodor Heine, ont cependant affirmé que Gulbransson a activement coopéré avec les nazis à partir de 1933. Cette coopération a été vivement critiquée par l'écrivain Klaus Mann. Pendant la Seconde Guerre mondiale, après l'occupation de son propre pays par les Allemands, il réalise des caricatures contre les Alliés, en particulier contre Winston Churchill. En 1941, il a été nommé membre honoraire de la Société des artistes berlinois, et, en 1942, de l'Académie des Beaux-Arts de Vienne. À l'occasion de son 70e anniversaire en 1943, il a reçu la Médaille Goethe de l'art et de la science et a été nommé professeur émérite de l'Académie des beaux-arts de Munich. 
Gulbransson a illustré de nombreux livres, notamment Det var engang, qui a été publié simultanément en Norvège et en Allemagne en 1934, et Und so weiter ( Et ainsi de suite ) qui a été publié en Allemagne en 1954. Il a été considéré comme l'un des plus grands caricaturistes du XXe siècle par la plupart des Norvégiens. En 1966, un Musée Olaf-Gulbransson (de) a été inauguré à Tegernsee, en Bavière.